# Onthophagus violetae
Onthophagus violetae es una especie de insecto del género Onthophagus, familia Scarabaeidae, orden Coleoptera.
Fue descrita científicamente por Zunino & Halffter en 1997.